# タクスシン
タクスシン（英語:Taxusin）は、インドイチイから単離されたタキサンである。脱酸素体を経由してタキサジエンのジオールやトリオールを合成する際に利用される。